# Petar Lubarda
Petar Lubarda (in serbo Петар Лубарда?; Cettigne, 27 luglio 1907 – Belgrado, 13 febbraio 1974) è stato un pittore jugoslavo, dal 1992 serbo.

## Biografia
Nacque a Cettigne, all'epoca facente parte del Principato del Montenegro. Il padre di Lubarda era un ufficiale dell'esercito che fu ucciso dai partigiani jugoslavi. Egli fu molto influente nella carriera e nell'educazione del giovane Lubarda. Trascorse una parte degli anni di guerra in un campo di prigionia tedesco. Lubarda si considerava serbo e a tal proposito inviò una lettera chiedendo che queste informazioni fossero incluse come parte della sua biografia nei successivi cataloghi d'arte e che il suo lavoro fosse presentato come parte del padiglione della Serbia.
Studiò pittura a Belgrado e a Parigi. Dal 1932 fino alla sua morte visse a Belgrado, ad eccezione del periodo che va dal 1946 al 1950, quando era professore in una scuola d'arte a Castelnuovo. Il suo lavoro è ispirato alla storia serba e al paesaggio montenegrino.
Il suo soggetto preferito era la storica battaglia del Kosovo del 1389, che Lubarda dipinse in vari formati in più di 30 versioni.
Lubarda vinse numerosi premi, tra cui il prestigioso premio Herder, la medaglia d'onore della Calcutta Art Society nel 1968 e molti altri premi in Europa, Brasile, a New York e alla mostra Biennale di Tokyo.
La casa di Petar Lubarda e di sua moglie Vera a Belgrado è stata trasformata in una galleria d'arte con numerose opere di Lubarda e oggetti personali.